# Loisia
Loisia ist eine französische Gemeinde im Département Jura in der Region Bourgogne-Franche-Comté. Sie gehört zum Arrondissement Lons-le-Saunier und zum Kanton Saint-Amour. 
Die Gemeinde grenzt im Norden an Cressia, im Osten an Pimorin, im Südosten an Gigny, im Süden an Graye-et-Charnay sowie im Westen an Chevreaux und Rosay.
In Loisia entspringt der Fluss Suran. 

## Weblinks

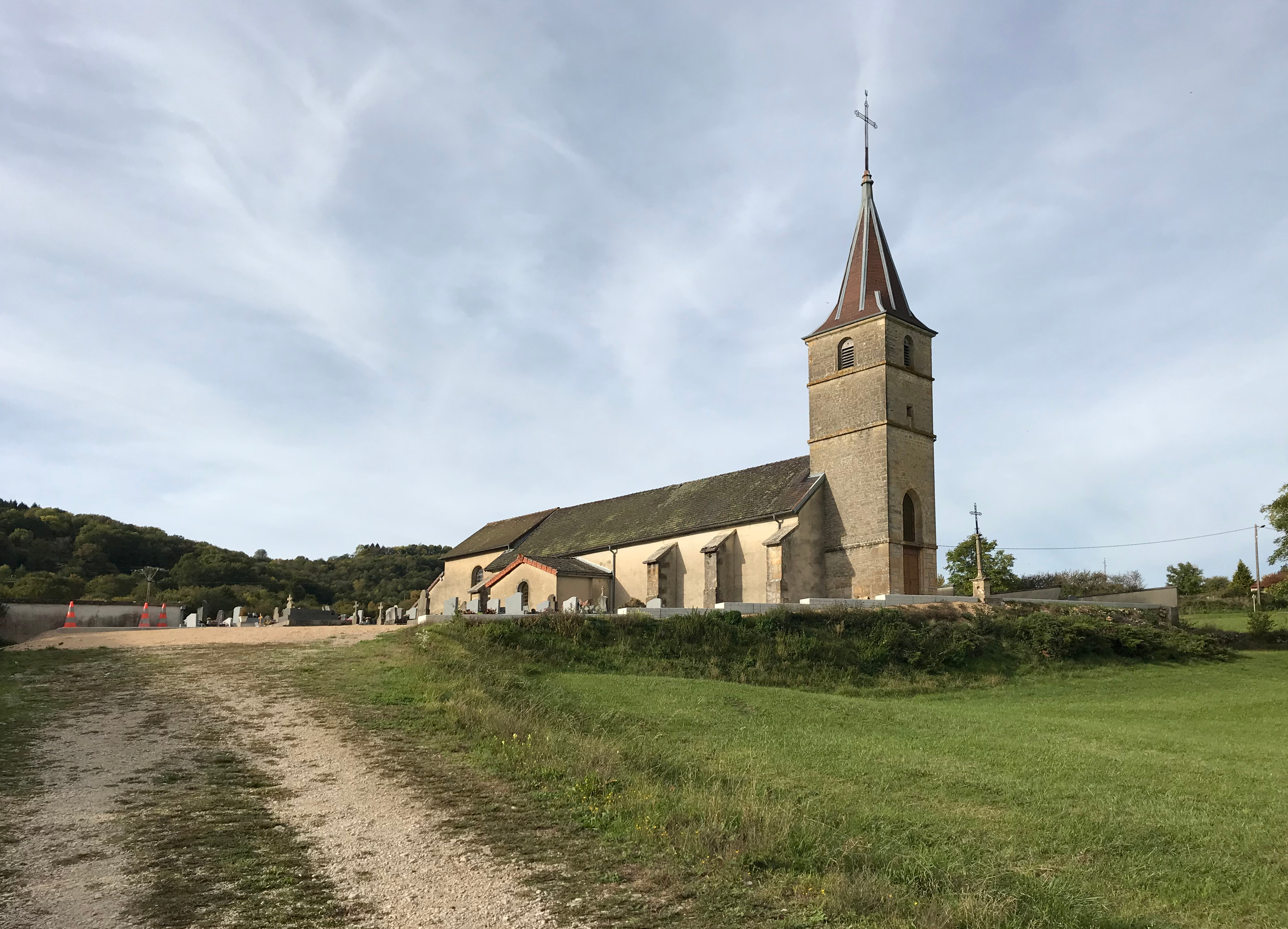
Kirche Saint-Maurice in Loisia

## Bevölkerungsentwicklung
| Jahr                       | 1962 | 1968 | 1975 | 1982 | 1990 | 1999 | 2008 | 2017 |
| -------------------------- | ---- | ---- | ---- | ---- | ---- | ---- | ---- | ---- |
| Einwohner                  | 216  | 183  | 153  | 166  | 164  | 157  | 179  | 166  |
| Quellen: Cassini und INSEE |      |      |      |      |      |      |      |      |